# 日産・インティマ
日産・インティマ (INTIMA) とは、日産自動車が開発したコンセプトカーである。

## 概要
2007年の第40回東京モーターショーで初公開。
ティアナやラティオ、シルフィ、コンセプトカーアメニオなどの「モダンリビングコンセプト」をさらに発展させたコンセプトカーである。助手席が約80°外側に回転する機能や、開口角度が150°の観音開き扉が採用された。また、センターコンソールが後席まで延ばされておりリアシートが左右独立しているため、4人乗りである。
J32型ティアナのハンドルの形状や間接照明、エクステリアデザインなどはこの車がもとになっている。
また、東京モーターショー会場にはこのデザインコンセプトでデザインした化粧品やバッグなども一緒に展示された。